# The Julie Show
Pour plus de détails, voir Fiche technique et Distribution.
The Julie Show est un téléfilm comique américain réalisé par David Mirkin et sorti en 1991. Ce téléfilm est à la base le pilote d'une série annulée par la NBC peu de temps après sa diffusion.

## Fiche technique
- Titre original : The Julie Show
- Réalisation : David Mirkin
- Scénario : Julie Brown, Charlie Coffey et David Mirkin
- Photographie : Wayne Kennan
- Montage : Pamela Malouf
- Musique : Stewart Levin
- Costumes :
- Décors :
- Casting : Linda Lamontagne et Lisa London
- Producteur : Julie Brown et John Ziffren
  - Producteur délégué : Eve Brandstein et David Mirkin
  - Coproducteur : Charlie Coffey
- Sociétés de production : Mirkinvision et New World Television
- Sociétés de distribution : NBC
- Pays d'origine :  États-Unis
- Langue originale : anglais
- Format : couleur
- Genre : Comédie
- Durée : 30 minutes
- Dates de sortie : 
  - États-Unis : 1991

## Distribution
- Julie Brown : Julie Robbins
- Robin Angers
- Deborah Driggs
- Joey Genitempo
- DeLane Matthews : Debra Deacon
- Marian Mercer : June Robins
- Susan Messing : Cheryl
- Kevin O'Rourke : Tony Barnow
- Don Sparks
- Kim Walker (en) : Kiki